# SIPP

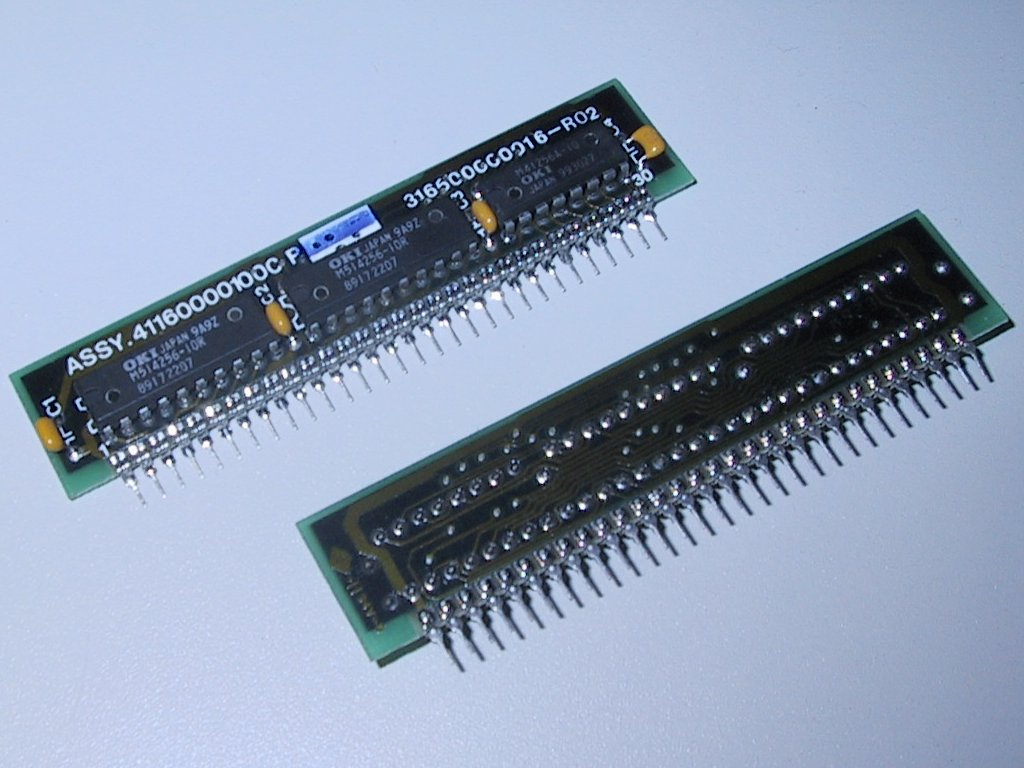

SIPP es el acrónimo inglés de Single In-line Pin Package (Paquete de Pines en Línea Simple) y consiste en un circuito impreso (también llamado módulo) en el que se montan varios chips de memoria RAM, con una disposición de pines correlativa (de ahí proviene su nombre). Tiene un total de 30 pines a lo largo del borde del circuito, que encajan con las ranuras o bancos de conexión de memoria de la placa base del ordenador, y proporciona 8 bits por módulo. Se usó en sistemas 80286 y fueron reemplazadas por las SIMM, más fáciles de instalar y que proporcionan 8 o 32 bits por módulo (según si son de 30 o de 72 contactos).
- Datos: Q2671036
- Multimedia: SIPP / Q2671036